# TeleBärn
TeleBärn er en regional tv-kanal i området omkring Bern i Schweiz. Sendeområdet består af kantonerne Bern, Solothurn og Freiburg og regionen Avanches. Kanalen kan udelukkende modtages via kabel. TeleBärn er efter TeleZüri Schweiz' næststørste regionale tv-kanal.
TeleBärn begyndte at sende den 1. marts 1995. Kanalen har et dagligt seertal på ca. 240.000 personer ud af et potentiale på 1,15 millioner. Den årlige omsætning ligger på ca. 4,25 millioner schweizerfranc. TeleBärn hører til Espace Media Groupe, og kanalchef er Marc Friedli.